# Charez
Charez (em persa: چارز, também romanizada como Chārez e Chāraz) é uma aldeia do distrito rural de Kelarabad, no condado de Abbasabad, da província de Mazandaran, Irã.
No censo de 2006, sua população era de 804 habitantes, em 227 famílias.